# Valle della Luna (Santa Teresa Gallura)
Pour les articles homonymes, voir Valle della Luna.
Ne doit pas être confondu avec Valle della Luna (Aggius).

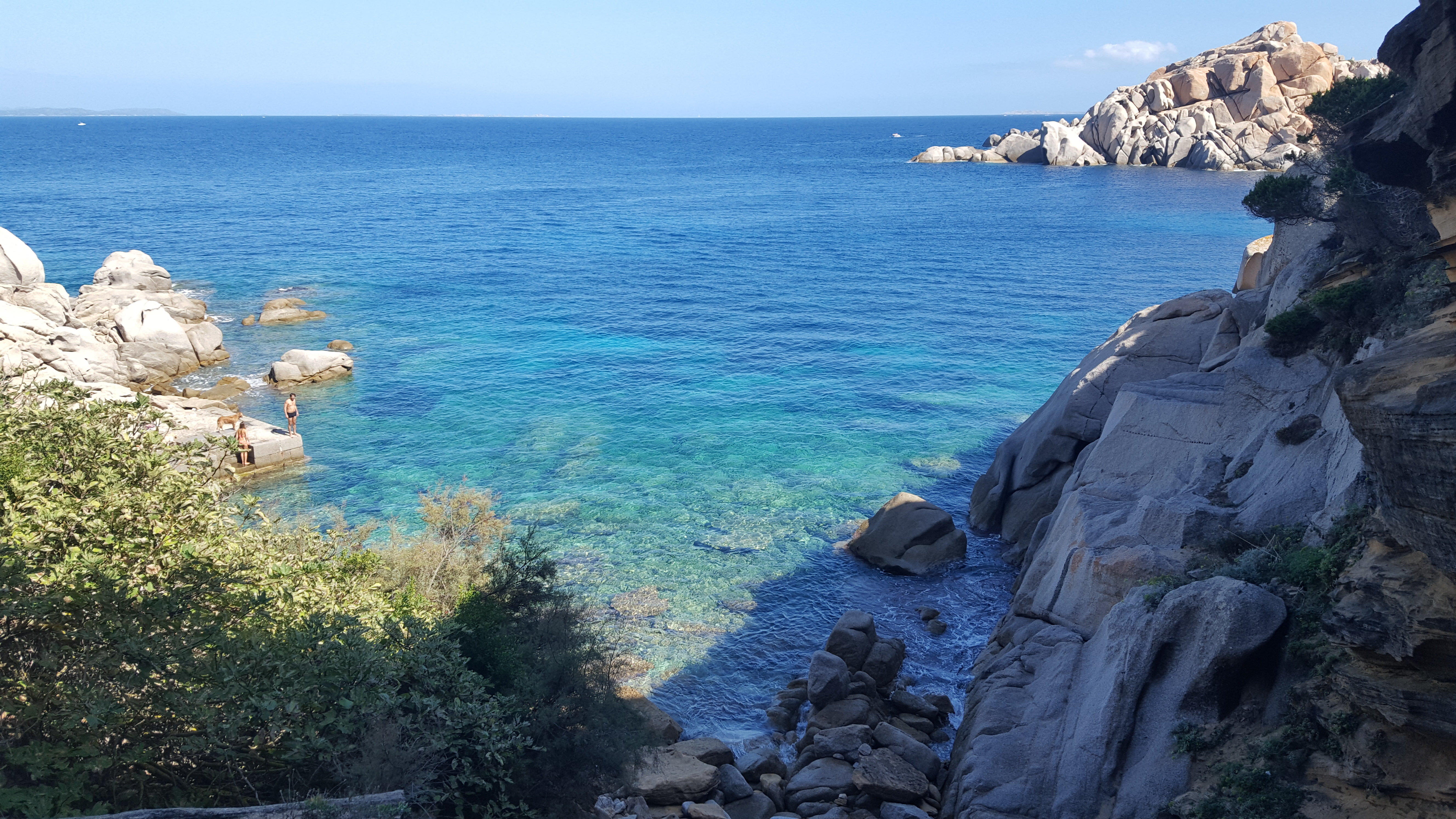
Vue de La Valle della Luna.

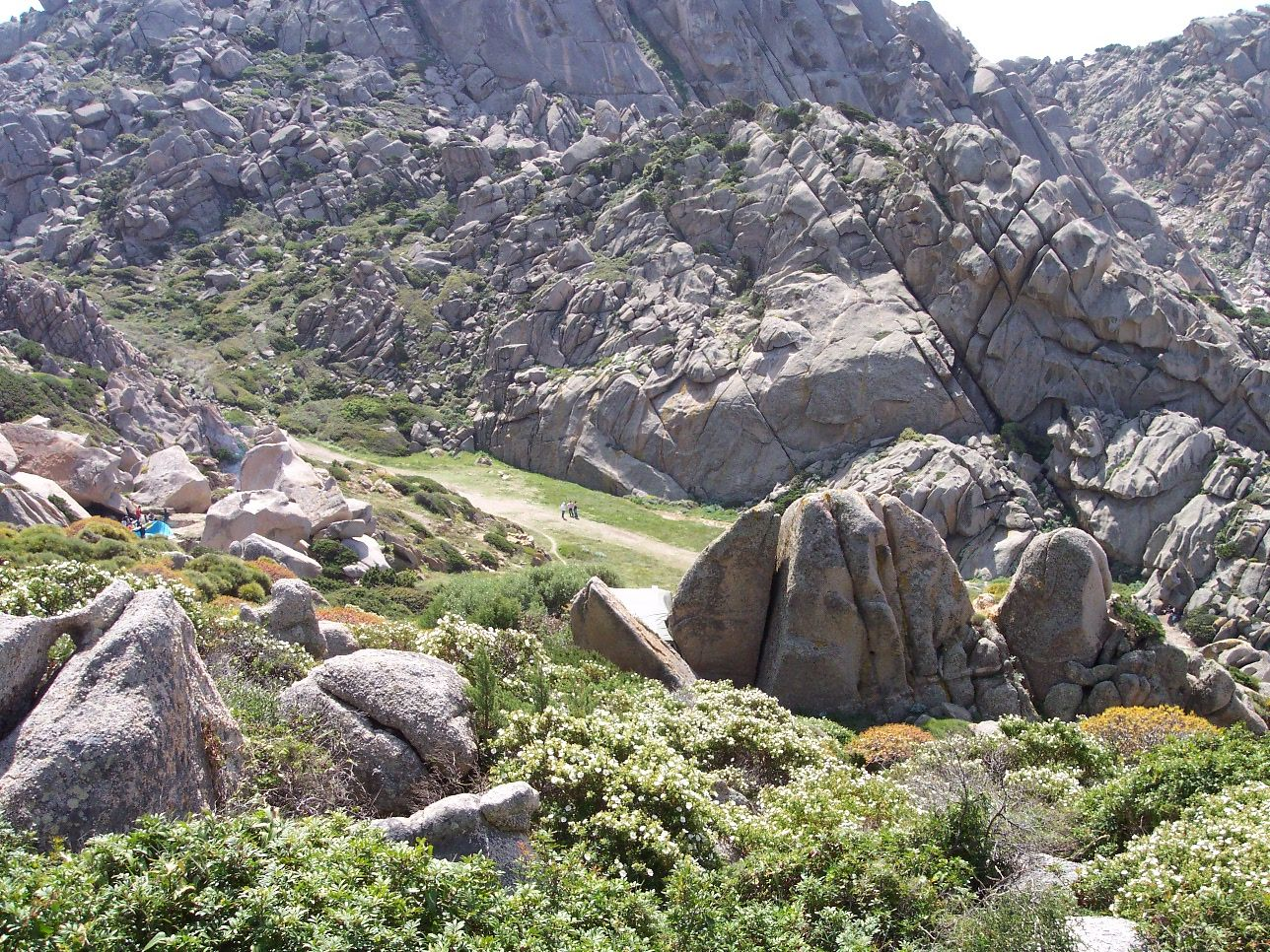
Autre vue de La Valle della Luna.

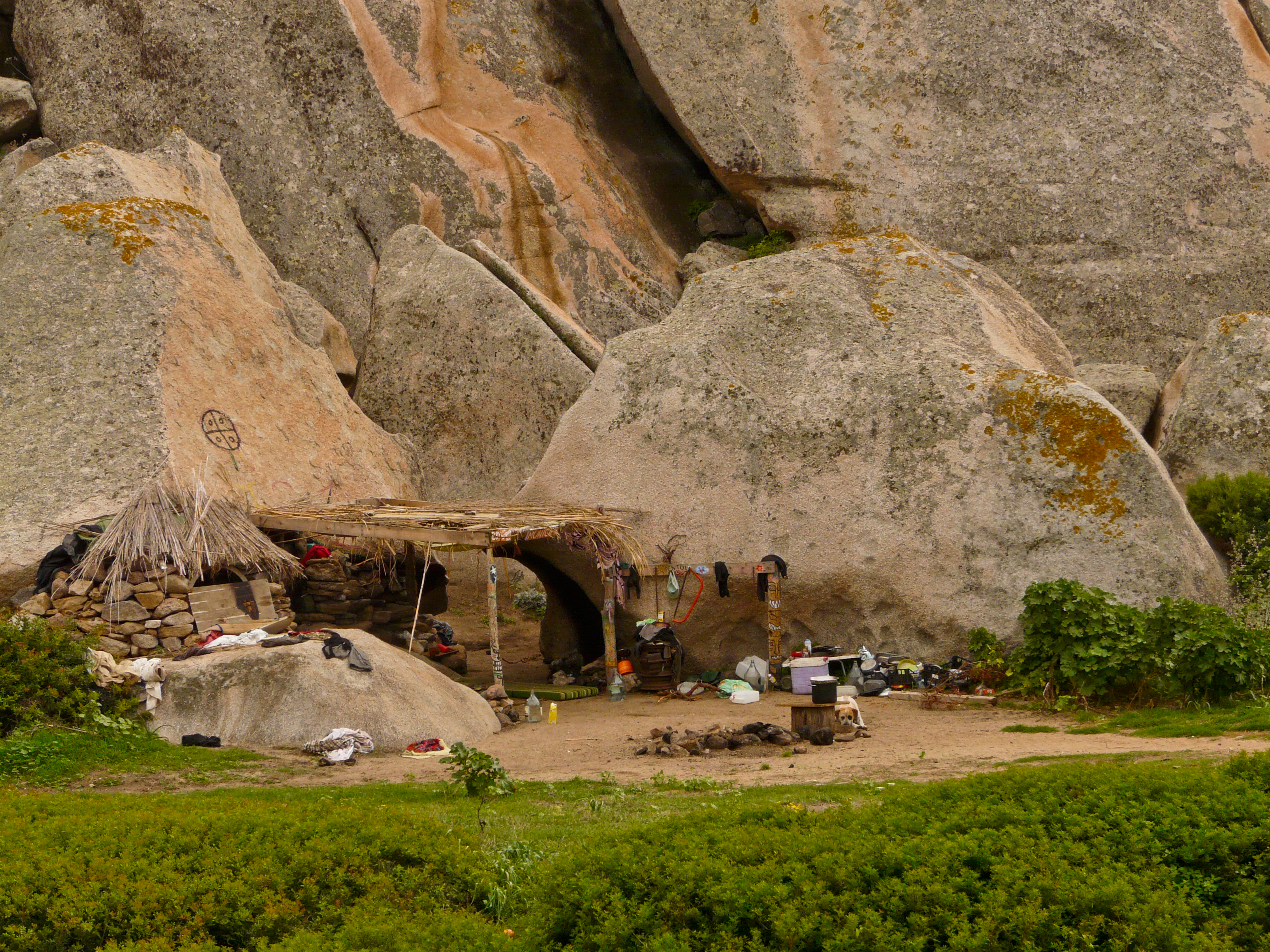
Un campement hippie dans une grotte.

La Valle della Luna (Vallée de la Lune en français, Cala grande en gallurais) est une petite vallée qui se trouve à proximité du littoral sarde, sur le Capo Testa, territoire de Santa Teresa Gallura, en Italie.
Le nom original du lieu est « Cala grande » tandis que celui de « Valle della Luna » lui a été attribué dans les années 1960 par une communauté hippie.

## Description et histoire
La Vallée de la Lune est une crique d'environ 500 m de long creusée dans les rochers de granit rose et blanc, formant une petite vallée, qui se trouve dans la partie occidentale du promontoire de Capo Testa.
La valle della Luna est caractérisée par la présence sur les deux versants de roches granitiques de formes insolites, formant dans le promontoire un sillon rectiligne jusqu'à la mer. La partie haute de la vallée comporte un grand rocher granitique culminant à 128 m, fendu en deux, appelé « il teschio » et qui date de l'époque romaine quand la zone était utilisée comme carrière de pierres.
On y accède par un chemin difficile d'accès, caché et bien protégé datant des temps préhistoriques. La vallée comporte des grottes et des criques qui sont appelées « cale ». On note trois « cale » principales : Cala grande, Cala di l'ea et Cala di mezzu. Une colline surplombe également la valle della Luna, le mont de La Turri (un des deux sommets de la péninsule de Capo Testa
L'endroit a été fréquenté par les Romains, puis au Moyen Âge par une colonie de lépreux avant de devenir aux XVIIIe et XIXe siècles refuge de bandits, de contrebandiers et de fugitifs jusqu'aux années 1960 quand les hippies prennent possession des lieux. Ceux-ci y sont toujours 50 ans plus tard.
Depuis les années 1970, capo Testa dont fait partie la valle della Luna est devenu un lieu touristique de la Gallura. Sa situation est très prisée par les plongeurs, l'immersion pouvant atteindre 40 m de profondeur et ses eaux sont riches de mérous.

## Flore
Une source d'eau douce jaillit d'entre les roches, la végétation est celle typique du capo Testa avec la présence de petites surfaces de maquis et forêt primaire avec chênes, génévrier, arbousiers, myrte commune et bruyères.

## Accès
On accède à la valle della Luna depuis sentiers de sable ou de roches balisés en rouge et blanc en provenance des deux différents parkings du Capo Testa. Le premier se situe à Rena di Ponente, au milieu de l'isthme qui relie la Sardaigne à la presqu'île de Capo Testa. On y arrive en suivant la route qui vient du bourg de Santa Teresa Gallura. Le second est au nord de la péninsule de Capo Testa, aux pieds du phare. Pour y accéder il faut continuer de suivre la route en provenance de Santa Teresa et longer les plages de Spiaggia Rosa (la plage rose en français) et de Cala Spinosa à proximité de laquelle se trouve le parking